# Beto Fernán
Beto Fernán (seudónimo de Roberto Fernández) (Campo Santo, provincia de Salta, 12 de abril de 1946 - Buenos Aires, Argentina, 13 de octubre de 1980) fue un cantante, compositor de canciones y guitarrista argentino.

## Biografía
Fue el menor de siete hermanos (seis varones y una mujer).
Nació en el ingenio azucarero San Isidro (provincia de Salta).
Hijo de Dolores Cámara y José Fernández.
Con un año de edad se mudó con su familia a la ciudad de Salta (capital de la provincia de Salta).
Su hermano mayor, Manolo Fernández (provincia de Tucumán, 2 de junio de 1931) fue un bandoneonista y autor de canciones reconocido en su provincia.
Su siguiente hermano, Poly (Campo Santo, 21 de junio de 1937), se fue a vivir a Caseros ―en el Gran Buenos Aires― a los 17 años (en 1954) donde desarrolló una carrera artística mientras trabajaba en una fábrica de refrigeradores.
En 1958 (a los 12 años de edad), Beto Fernán se mudó a la casa de su hermano Poly.
Beto componía canciones (música y letra) acompañado por la guitarra.
Formó el conjunto de música Los Norteñitos con Poly y otros hermanos.
Se empezó a presentar como solista con el seudónimo Tony Daniels, pero no tuvo mayor repercusión.
Formó el conjunto Los Atómicos con Poly, con quien compondría la mayoría de sus canciones.
Empezaron a presentarse en clubes y audiciones radiales.
Antonio Barros, conductor del programa radial Una Ventana al Éxito, le sugirió que cambiara su nombre artístico por Beto Fernán.
También le facilitó los contactos con la empresa discográfica porteña Music Hall, donde en 1964 Beto Fernán grabó su primer simple como solista, «Noche de verano», que incluía como lado B otro hit, «En vano», acompañado por Los Atómicos.
Esas dos canciones empezaron a ser escuchadas en radio y televisión.
Beto Fernán pudo presentarse en los dos principales programas televisivos de la Nueva Ola (movimiento musical de los años sesenta en Argentina) Sábados Continuados y El Club del Clan.
Un segundo simple incluyó «Un mundo de amor» y «Qué suerte».
Se ganó el apodo de «el Príncipe de la Canción», como uno de los más destacados intérpretes surgidos después del inmenso éxito del programa televisivo Club del Clan.
A fines de 1964 apareció su primer álbum larga duración, A pleno sol, que incluía los temas mencionados y otros éxitos, con acompañamiento de Lito Escarso y su conjunto.
Grabó otros dos LP para la empresa Music Hall: Beto Fernán en “jet” de éxitos ―también con la orquesta de Lito Escarso― y Beto Fernán canta al mundo, acompañado por las orquestas de Lucio Milena, Ángel Pocho Gatti y Horacio Malvicino.
Realizó giras por varias ciudades de Argentina, Uruguay, Brasil, y el resto de América Latina (especialmente Colombia).
Llegó a su máximo éxito con la grabación de su canción «Noche de verano» en japonés.
En 1968 realizó una gira por Europa.
Ese año (1968) se casó con Irma Sirello, matrimonio del que nacieron sus tres hijos, Roberto, Daniel y Hernán.
Una de sus últimas actuaciones como solista fue en el Tercer Festival Buenos Aires de la Canción (de 1969), donde interpretó su tema «Cuando en la nieve despierte una flor».
La empresa discográfica Magenta publicó un LP con las canciones principales interpretadas en ese festival, que registró también «Juan Boliche» (de Piero) y «Chiquilina» (de Eduardo Franco).

## Retiro parcial de la actividad
Problemas de salud y algunos negocios fallidos lo alejaron un tiempo de la actividad.
Dejó de actuar como solista, e ingresó como tenor en el Coro Polifónico Nacional.
Ingresó en el Cuarteto Zupay, con el que realizó algunas presentaciones en Buenos Aires y en el interior del país, pero no registró ningún álbum.
Continuó vinculado a la música en la banda de la Prefectura Naval Argentina, de la que llegó a ser director.

## Fallecimiento
Afectado por una profunda depresión se suicidó en octubre  de 1980.

## Reconocimientos post mortem
En 1992, la empresa Music Hall editó el CD recopilatorio Grandes éxitos de siempre, que había sido publicado unos años antes en LP y casete. En Colombia, la discográfica Discos Fuentes ha reeditado muchos de sus temas en dos CD.
Sus hijos Roberto, Daniel y Hernán Fernández crearon un sitio web ―www.betofernan.com―, donde publicaron material biográfico, fotografías y audios de sus canciones más conocidas.

## Discografía

### A pleno sol
- «El primer amor»
- «Felicidad»
- «Un mundo de amor»
- «Siento»
- «En vano»
- «Te llevaré»
- «Canto triste»
- «Ahora sí»
- «Busco»
- «Te espero amor»
- «Qué suerte»
- «Noche de verano»

### Beto Fernán en “jet” de éxitos
- «Flores para ti»
- «Quisiera»
- «Mi niña»
- «Junto al mar»
- «Eres»
- «Soñando»
- «Lo sé»
- «Camino»
- «Recuerdo»
- «Volverás»
- «Oración»
- «Qué bonito»

### Beto Fernán canta al mundo
- «París en abril»
- «Dentro del alma»
- «El nudo»
- «El día»
- «Noche de verano»
- «Por siempre novia»
- «Ruego en la noche»
- «En mi canto»
- «Pido a Dios»
- «Arrierito salteño»
- «Me olvidé»
- «Esta noche soy aquel»

### Grandes éxitos de siempre
- «Noche de verano»
- «Me olvidé»
- «Qué suerte»
- «Ahora sí»
- «Tu cita»
- «En vano»
- «Te llevaré»
- «El primer amor»
- «Mamá provinciana»
- «Canto triste»
- «Siento»
- «Qué bonito»

### 15 éxitos a pleno sol, con Lito y su Conjunto (CD, Colombia)
- «El primer amor»
- «Te llevaré»
- «Noche de verano»
- «Qué suerte»
- «Un mundo de amor»
- «Ahora sí»
- «Canto triste»
- «En vano»
- «Te espero amor»
- «Felicidad»
- «Siento»
- «Busco»
- «Cuando tú no estás»
- «Eres»
- «Cuando viene la noche»

### Beto Fernán con Lito y su Conjunto (CD, Colombia)
- «¿Te acuerdas?»
- «Qué bonito»
- «Flores para ti»
- «Quisiera»
- «Mi niña»
- «Me olvidé»
- «Arrierito salteño»
- «Tu cita»
- «Para qué volver»
- «Mamá provinciana»
- «Lo sé»
- «Volverás»
- «Noche de lluvia»
- «Una tarde»
- «Un alma de luto»
- «Camino»

Beto Fernán también grabó varias canciones que se publicaron en simples y EP, y que no aparecieron en los álbumes anteriores:
- «En una estrella»,
- «Tu cita»,
- «Una tarde»,
- «Mamá provinciana»,
- «Mi sol de amor»,
- «Cuando viene la noche»,
- «Mi mundo»,
- «Un alma de luto»,
- «Para qué volver»,
- «¿Te acuerdas?»,
- «Noche de lluvia»,
- «Una trompeta de plata»,
- «El botija triste»,
- «Cuando tú no estés»,
- «Estoy enamorado de ti»,
- «La plaza».